# Tritoniopsis lesliei
Tritoniopsis lesliei är en irisväxtart som beskrevs av Harriet Margaret Louisa Bolus. Tritoniopsis lesliei ingår i släktet Tritoniopsis och familjen irisväxter. Inga underarter finns listade i Catalogue of Life.